# 由縁の女
『由縁の女』（ゆかりのおんな）は、1919年（大正8年） - 1921年（大正10年）に出された泉鏡花の長編小説。
作中で犀川を男川、浅野川を女川と表現したことで知られる。
また、川端康成が「最も傑れたものの1つである 」と評価した作品である。
| スタブアイコン | サブスタブ | この項目は、まだ閲覧者の調べものの参照としては役立たない、文学に関連した書きかけの項目です。この項目を加筆・訂正などしてくださる協力者を求めています（P:文学、PJ:ライトノベル）。項目が小説家・作家の場合には{Writer-substub}を、文学作品以外の本・雑誌の場合には{Book-substub}を貼り付けてください。 |